# DHB-Pokal der Frauen 2025/26
Die Handballspiele um den DHB-Pokal 2025/26 der Frauen finden von August 2025 bis März 2026 statt.

## Hauptrunde
Die Spiele der Hauptrunde wurden am 28. Juni 2025 ausgelost. Die Gewinner jeder Partie ziehen in das Achtelfinale ein.
| Datum           | Heimmannschaft (Liga)               | Gastmannschaft (Liga)             | Ergebnis (Halbzeitstand) |
| --------------- | ----------------------------------- | --------------------------------- | ------------------------ |
| 22. August 2025 | Frankfurter Handball Club (3. Liga) | VfL Oldenburg (1. Liga)           |                          |
| 22. August 2025 | TSV Nord Harrislee (3. Liga)        | Buxtehuder SV (1. Liga)           |                          |
| 24. August 2025 | MSV Handball Dresden (Regionalliga) | BSV Sachsen Zwickau (1. Liga)     |                          |
| 24. August 2025 | HC Rödertal (2. Liga)               | Füchse Berlin (2. Liga)           |                          |
| 24. August 2025 | SV Union Halle-Neustadt (1. Liga)   | HC Leipzig (2. Liga)              |                          |
| 22. August 2025 | 1. FSV Mainz 05 (2. Liga)           | Sport-Union Neckarsulm (1. Liga)  |                          |
| 24. August 2025 | TG Nürtingen (2. Liga)              | TuS Metzingen (1. Liga)           |                          |
| 24. August 2025 | VfL Waiblingen (2. Liga)            | TSV Bayer 04 Leverkusen (2. Liga) |                          |
| 22. August 2025 | Bergischer HC (2. Liga)             | Frisch Auf Göppingen (1. Liga)    |                          |
| 24. August 2025 | HSV Solingen-Gräfrath (2. Liga)     | ESV 1927 Regensburg (2. Liga)     |                          |

Hinweis: Die Angaben zur Ligazugehörigkeit beziehen sich auf die laufende Spielzeit; für die Vergabe des Heimspielrechts wurde die Ligazugehörigkeit der letzten Saison berücksichtigt.

## Achtelfinale
Im Achtelfinale treten die 10 Gewinner der 1. Runde und die Top 4 der Bundesliga-Saison 2024/25 HB Ludwigsburg, Borussia Dortmund, HSG Blomberg-Lippe und Thüringer HC.

## Viertelfinale
Im Viertelfinale treten die 7 Gewinner des Achtelfinals an. Als Sieger der Spiele um Platz 5 der Bundesliga-Saison 2024/25 qualifizierte sich die HSG Bensheim/Auerbach direkt für das Viertelfinale.